# Opopanax opopanax
Opopanax opopanax är en flockblommig växtart som beskrevs av Gustav Karl Wilhelm Hermann Karsten. Opopanax opopanax ingår i släktet Opopanax och familjen flockblommiga växter. Inga underarter finns listade i Catalogue of Life.